# Lista ascendenților

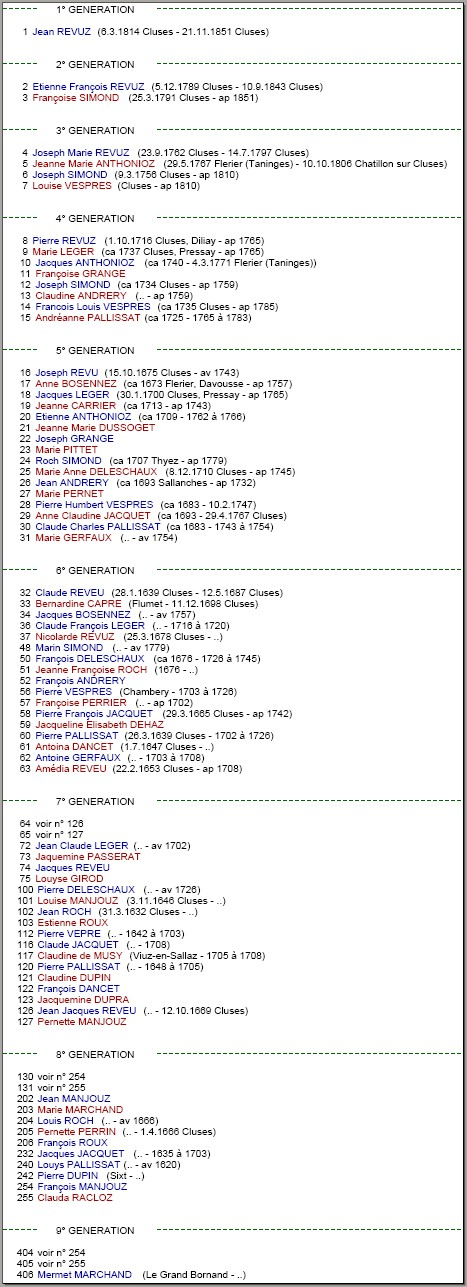
O listă a ascendenților

Lista ascendenților în genealogie este o modalitate de reprezentare a genealogiei ascendente. Ea constă dintr-o listă a persoanelor care se înrudesc, pornindu-se de la un individ considerat rezultatul evoluției unei familii și urmărindu-i pe toți antecesorii săi. Ea se compune pe baze strict matematice și evoluează în progresie geometrică prin puterile succesive ale lui doi. Metoda de numerotare a listei ascendenților se numește și sistemul Sosa-Stradonitz, după numele celor care au descris-o: Hieronymus Sosa și Stephan Kekulé von Stradonitz, sau, mai ales în America de Nord , sistemul de numărare ahnentafel (în germană, Ahnentafel = tabel cu strămoși).
El apare folosit pentru prima oară în 1590 într-o lucrare a diplomatului, istoricului și publicistului austriac Michael Freiherr von Aitzing . Metoda acestuia este preluată (1676) de Sosa  și de Sir Francis Galton, în 1883 , care numește același sistem Sosa-Stradonitz, sistem secvențial. Ultimul și, poate, cel mai important contribuitor la definirea completă a acestui sistem de notare, cel care îl face cunoscut lumii cercetătorilor în domeniu și îl consacră ca metodă de lucru, este Stephan Kekulé von Stradonitz, fiul celebrului chimist Friedrich August Kekulé von Stradonitz .

## Sistemul de numerotare Sosa-Stradonitz
1. Numărul unu: Persoana a cărei genealogie se studiază are, în mod convențional, numărul unu.
2. Sex: Strămoșii masculini sunt numerotați cu numere pare, cei feminini cu numere impare.
3. Părinții: Tatăl oricărei persoane care are numărul de ordine n va avea numărul de ordine 2n, iar mama lui/ei, numărul de ordine 2n + 1.
4. Urmașii: Urmașul oricărei persoane cu numărul de ordine n poate fi calculat împărțind acel număr la doi, și luând la socoteală doar partea întreagă a câtului. Înaintașii masculini vor avea un număr de ordine care se împarte exact, însă înaintașele vor avea un rezultat cu o jumătate de unitate adăugată la el—această jumătate va trebui eliminată.
5. Soț/soție: Soția unui stramoș masculin are numărul de ordine n + 1, iar soțul unui strămoș feminin are numărul de ordine n - 1.
6. Legătura de rudenie a oricărui strămoș n și persoana de la numărul 1 se obține prin împărțirea repetată a numărului lui/ei de ordine la doi, eliminând jumătățile de fiecare dată, până se va obține numărul unu. Lista numerelor întregi care s-a obținut va constitui linia de înrudire între numarul unu și n. Numărul de împărțiri la doi reprezină numărul de generații care desparte numărul unu de numărul n.
7. Numărul de ordine al generației: Orice număr de ordine poate fi scris ca sumă de puteri ale lui doi (de exemplu, 22 = 24 + 22 + 2), și cel mai mare exponent al lui doi în această sumă reprezintă generația de înaintași din care face parte persoana al cărei număr de ordine s-a scris ca putere a lui doi (în cazul exemplului de mai sus, persoana face parte din a patra generație de înaintași [6]), față de persoana a cărei genealogie se studiază, numărul unu [1].

| Puterea lui 2 | Generația                               | Numărul persoanelor din acea generație | Numărul de ordine a persoanelor din acea generație |  |
| 20            | Persoana a cărei genealogie se studiază | 1                                      | 1                                                  |  |
| 21            | Părinții                                | 2                                      | 2-3                                                |  |
| 2             | Bunicii                                 | 4                                      | 4-7                                                |  |
| 23            | Străbunicii                             | 8                                      | 8-15                                               |  |
| 24            | A patra generație de înaintași          | 16                                     | 16-31                                              |  |
| 25            | A cincea generație de înaintași         | 32                                     | 32-63                                              |  |
| 26            | A șasea generație de înaintași          | 64                                     | 64-127                                             |  |
| 27            | A șaptea generație de înaintași         | 128                                    | 128-255                                            |  |
| 28            | A opta generație de înaintași           | 256                                    | 256-511                                            |  |
| 29            | A noua generație de înaintași           | 512                                    | 512-1023                                           |  |
| 210           | A zecea generație de înaintași          | 1024                                   | 1024-2047                                          |  |

Sistemul de numerotare Sosa-Stradonitz poate fi folosit atât la liste de ascendenți, cât și la tabele de ascendenți.